# Congocharax spilotaenia
Congocharax spilotaenia är en fiskart som först beskrevs av George Albert Boulenger 1912.  Congocharax spilotaenia ingår i släktet Congocharax och familjen Distichodontidae. IUCN kategoriserar arten globalt som sårbar. Inga underarter finns listade i Catalogue of Life.